# Shirley (Nouvelle-Zélande)
Shirley, parfois appelée Windsor, est une banlieue de la cité de Christchurch, située dans l’Île du Sud de la Nouvelle-Zélande.

## Situation
Elle est localisée à environ 5 km au nord-est du centre-ville du CDB de Christchurch. 
Ce secteur était utilisé pour l’agriculture depuis des années et son lotissement a débuté au XXe siècle avec la plupart des maisons qui ont été construites entre les années 1950 et 1980.

## Histoire
La banlieue s’étend à travers un terrain entièrement plat, qui, avant l’arrivée des premiers colons européens dans les années 1850 consistait en différents cours d’eau s’écoulant à travers des marécages entre des dunes de sable couvertes d’herbes et plus ou moins érodées.
Les moutons et les vaches laitières commencèrent à brouter l’herbe pendant les premières années   et la zone devint une partie de la station d’élevage de Sandhills.
Les terrains furent achetés au début par des familles de petits fermiers à partir de 1863 et durant le reste du XIXe siècle, la banlieue fut un district de jardins maraîchers, avec des fermes laitières et des fermes d’engraissement séparées par haies.
Les maisons des fermes et les étables étaient situées le long la route, espacées environ tous les cent mètres.
Comme de plus en plus de terre étaient drainées, elles devinrent hautement productives.
Un domaine important fut établi par la très riche famille Rhodes (en), qui choisit de ne pas vivre directement sur ces terres mais au contraire de résider dans une grande maison située sur le secteur proche de Merivale.
Leur domaine dans le district fut entretenu par des métayers.
Les colons du district étaient essentiellement anglais et écossais mais quelques familles d’Irlandais se sont aussi installées là dans les années 1870 – avec un groupe significatif de personnes venant de l’est de l’Allemagne.
Un petit village formé de magasins et une ou deux églises commença à se développer avec le temps le long ce qui sera connu plus tard comme’ Shirley Road’.
La plupart des maisons dans Shirley furent bâties entre 1950 et 1980.
Un grand bloc de maisons d’état, connu sous le nom de Emmett Block, se développa sur le côté ouest de la banlieue durant les années immédiatement après guerre.
Sur le côté est, les maisons furent construites principalement par des propriétaires privés, parmi lesquelles la ‘Paramount Homes’. 
Les maisons standards construites par des pavillonneurs étaient des bungalows d’un seul étage avec trois ou quatre chambres sous un toit bas le long de la rue qui parfois suit le trajet d’un ancien cours d’eau, serpentant dans diverses impasses artificielles, ou ailleurs se terminent en cul-de-sac. 
Le niveau socio-économique de la banlieue dans son ensemble a toujours été très proche de la moyenne des banlieues de Christchurch.
Les rues les plus pauvres sont celles de l’Emmett Block.
Les plus étendues des rues tendent à être situées en direction du nord de la cité ou dans un groupement situé près de Dudley Stream.

## Toponymie
La banlieue reçut le nom de la propriété développée par la famille de Susannah Buxton (née Shirley), qui était mariée à John Buxton (1806–1886).
Sur son lit de mort en 1868, elle demanda à son fils, Joseph Shirley Buxton (1833–1898), de faire cadeau de terres aux méthodistes pour y construire une église.
Son souhait fut exaucé et l’église méthodiste de Shirley fut dénommée d’après elle.
La banlieue devint en fait connue comme Shirley d’après le nom de l’église .
Le lotissement commença à se développer au début du XXe siècle, au moment où le secteur fut connu sous le nom de Richmond nord.
Le nom fut ensuite changé en Windsor, jusqu’à ce qu’il soit discuté lors d’un rassemblement au niveau de la  Windsor Wesleyan School, où des agents des terres indiquèrent que les terrains se vendraient mieux si la localité était dénommée Shirley plutôt que Windsor.
Windsor disparut ainsi de la mode pour dénommer la banlieue mais reste dans les noms des : Club de Golf de Windsor, Station Service de Windsor, maison de Windsor et école de Windsor School.

## Description
La banlieue comprend maintenant l’un des plus grands centres commerciaux de Christchurch, appelé le The Palms Shopping Centre (en), avec le ‘Shirley Golf Course’ et le Bunnings Homebase.
La Shirley Boys' High School (en) ouvrit en septembre 1957.
L’ancienne école primaire fut convertie en centre de la communauté. Le bâtiment était enregistré en Catégorie II dans les structures du patrimoine par Heritage New Zealand mais fut sévèrement endommagé en février 2011 lors du séisme de février 2011].
Il a depuis été démoli